# 노익환
노일환(盧謚煥, 1914년 4월 3일~1982년 5월 10일)은 대한민국의 정치인이다. 배재고보와 보성전문 상과를 졸업하였다. 1949년 6월 20일경 국회프락치사건으로 체포되었다.

## 역대 선거 결과
| 실시년도 | 선거   | 대수 | 직책     | 선거구      | 정당       | 득표수   | 득표율          | 순위 | 당락 | 비고 |
| -------- | ------ | ---- | -------- | ----------- | ---------- | -------- | --------------- | ---- | ---- | ---- |
| 1948년   | 총선   | 1대  | 국회의원 | 전북 순창군 | 한국민주당 | 23,703표 | \| \| 73.15% \| | 1위  |      | 초선 |
|          | 73.15% |      |          |             |            |          |                 |      |      |      |

## 노익환을 연기한 배우
- 나성균 - 1981년 (제1공화국) MBC 드라마
- 길용우 - 1990년 (반민특위) MBC 드라마

## 참고자료
- 《대한민국 의정총람》, 국회의원총람발간위원회, 1994년
- 노익환 - 대한민국헌정회